# Christuskerk (Heidelberg)
De Christuskerk (Duits: Christuskirche) is een protestants kerkgebouw in Heidelberg, Baden-Württemberg.

## Geschiedenis
In 1890 werd in Heidelberg begonnen met de planning van de westelijke stadsuitbreiding. De familie Landfried stelde in 1894 in het midden van het nieuwe stadsdeel een stuk grond ter beschikking voor de bouw van de protestantse kerk. Tegelijk met de bouw van de Christuskerk werd ook een katholieke kerk in de nieuwe stadsuitbreiding gebouwd, de Bonifatiuskerk. De eerstesteenlegging voor de Christuskerk vond op Hemelvaartsdag 1901 plaats, de inwijding van de kerk volgde op 3 januari 1904.
Achter de trap van de kansel is de eerste steen nog aan de zogenaamde triomfboog te vinden.
Met 65 meter is de toren van de Christuskerk de hoogste kerktoren van Heidelberg.
De kerk is het belangrijkste gebouw van de architect Hermann Behagel, die in dezelfde tijd in de regio rond 30 kerken heeft gebouwd. Behagel ontwierp in het westelijke stadsdeel bovendien de oude, tegenwoordig niet meer bestaande synagoge.

## Architectuur
In het gebouw zijn invloeden van meerdere bouwstijlen te ontdekken, waaronder jugendstil, renaissance, gotiek en de romaanse architectuur. Bijzonder zijn de koperen afsluitingen van de torenspitsen, die bij de andere projecten van Behaghel verder geen navolging meer vonden.
Onder de klokken op elke kant van de toren staan jaartallen, die voor belangrijke gebeurtenissen uit de reformatie staan. Boven de klokken staan de plaatsen waar de gebeurtenissen hebben plaatsvonden: Wittenberg, Worms, Speyer en Augsburg. Onder de klokken bevinden zich ook vier grote waterspuwers, die als de symbolen van de vier evangelisten zijn vormgegeven.
Boven het hoofdportaal is een engel met uitgeslagen vleugels van Hans Fries (1872–1955) aangebracht.

## Orgel
In de kerk staat een orgel uit 1903 van de orgelbouwer Eberhard Friedrich Walcker (Ludwigsburg). Het instrument bezit 41 klinkende registers verdeeld over drie manualen en pedaal. Een recentelijke restauratie door Gerhard Lenter heeft het instrument grotendeels weer in de oorspronkelijke staat teruggebracht. Het gerestaureerde orgel werd op 24 april 2011 weer in gebruik genomen.

## Klokken
De oorspronkelijke bronzen klokken van de Christuskerk waren gegoten in Frankenthal en op het gelui van de Bonifatiuskerk afgestemd. In 1942 moesten drie van de vier klokken worden afgegeven. Het huidige gelui met de tonen c, es, f, g stamt uit 1951 en werd door de Bochumer Verein van staal gegoten. De klokken hebben als inschrift Christus vivit, Christus regnat, Christus vincit en Christus triumphat (Christus leeft, Christus regeert, Christus overwint en Christus triomfeert).

## Ramen
De ramen in het koor tonen de zaligsprekingen en belangrijke gebeurtenissen uit het leven van Jezus. Het linker koorraam toont de geboorte van Jezus en de aanbidding van de wijzen uit het oosten; het middelste koorraam de lijdensweg van Jezus en het rechter koorraam de verschijning van de opgestane Heer voor Paulus. De kleurrijke ramen worden tot de mooiste kerkvensters van de stad gerekend. In het zijschip zijn nog twee kleurrijke ramen met een zalving en een wonderbaarlijke genezing door Jezus. Aan de oostelijke kant herinneren in de ramen de beeltenissen van Philipp Melanchthon (1497–1560), Maarten Luther (1483–1546) en Jan Hus (1369–1415) en boven de westelijke galerij Huldrych Zwingli (1484–1531) en Johannes Calvijn (1509–1564) aan de belangrijke hervormers uit de 15e en 16e eeuw.